# Гуггенхайм, Соломон
Соломон Роберт Гуггенха́йм, иногда Гуггенхе́йм (англ. Solomon R. Guggenheim; 2 февраля 1861, Филадельфия, Пенсильвания, США — 3 ноября 1949, Нью-Йорк, Нью-Йорк, США) — американский меценат еврейского происхождения, основатель Музея современного искусства в Нью-Йорке. Создал Фонд Гуггенхайма для поддержки современного искусства. Сын Мейера Гуггенхайма.
Соломон Гуггенхайм начал коллекционировать предметы искусства в 1890-х годах, а после Первой мировой войны ушёл из бизнеса, чтобы заняться коллекционированием произведений искусства. В конечном итоге он сосредоточился на абстрактном искусстве и под руководством художницы баронессы Хиллы фон Ребай, к 1930-м годам собрал крупную коллекцию и в 1939 году открыл свой первый музей.

## Биография

#### Детство и юность
Гуггенхайм родился в Филадельфии, штат Пенсильвания, в семье Мейера и Барбары Гуггенхайм. В семье было 11 детей: 8 сыновей и 3 дочери.После учебы в Швейцарии в Цюрихе в Институте Конкордия он вернулся в Соединенные Штаты, чтобы работать в семейном горнодобывающем бизнесе, а затем основал на Аляске компанию «Yukon Gold Company». В 1891 году он развернул компанию «Compañia de la Gran Fundición Nacional Mexicana»
Он женился на Ирен Ротшильд, дочери Виктора Генри Ротшильда, в 1895 году. Его детьми были Элеонора Мэй (1896—1992; позже леди Касл Стюарт после ее брака с Артуром Стюартом, 7-м графом Касл Стюарт), Гертруда (1898—1966) и Барбара Гуггенхайм (1904—1985).
Он начал собирать работы старых мастеров в 1890-х годах. В 1919 году он ушёл из бизнеса, чтобы уделять больше времени коллекционированию произведений искусства, и в 1926 году встретил баронессу Хиллу фон Ребай. В 1930 году они посетили студию Василия Кандинского в Дессау, Германия, и Гуггенхайм начал покупать работы Кандинского. В том же году Гуггенхайм начал демонстрировать коллекцию публике в своей квартире в отеле Плаза в Нью-Йорке. Покупки Гуггенхайма продолжились работами Рудольфа Бауэра, Марка Шагала, Фернана Леже и Ласло Мохой-Надя.

#### Фонд и музей
В 1937 году Соломон Гуггенхайм основал Фонд Гуггенхайма, чтобы способствовать признанию современного искусства, а в 1939 году он и его советник по искусству баронесса Ребей открыли выставку своей коллекции — Музей непредметной живописи. Под руководством Ребай Гуггенхайм стремился включить в коллекцию наиболее важные образцы непредметного искусства, доступные в то время, такие как «Композиция 8» Кандинского (1923), «Контраст форм» Леже (1913) и «Одновременные окна» Робера Делоне (1912).
К началу 1940-х годов в музее накопилась такая большая коллекция авангардных картин, что стала очевидной потребность в постоянном здании для размещения коллекции произведений искусства. В 1943 году Гуггенхайм и Ребай поручили архитектору Фрэнку Ллойду Райту спроектировать новое здание музея. В 1948 году коллекция была значительно расширена за счет покупки в имении арт-дилера Карла Нирендорфа около 730 предметов, в частности картин немецких экспрессионистов. К тому времени коллекция музея включала широкий спектр экспрессионистских и сюрреалистических работ, в том числе картины Пауля Клее, Оскара Кокошки и Жоана Миро.
Гуггенхайм умер 3 ноября 1949 года в Лонг-Айленде, штат Нью-Йорк, и в 1952 году музей был переименован в Музей Соломона Р. Гуггенхайма. Музей открылся в Нью-Йорке 21 октября 1959 года.

## Наследие
Помимо музея в Нью-Йорке, Фонд Гуггенхайма управляет, среди прочего, Музеем Гуггенхайма в Бильбао в Испании и Коллекцией Пегги Гуггенхайм в Венеции, учрежденной племянницей Гуггенхайма Пегги Гуггенхайм.